# Al Pilcher
Al Pilcher (* 18. September 1969 in Toronto) ist ein ehemaliger kanadischer Skilangläufer.

## Werdegang
Pilcher absolvierte im Februar 1987 bei den nordischen Skiweltmeisterschaften in Oberstdorf seine ersten von insgesamt 17 Weltcupeinzelrennen und belegte dabei den 43. Platz über 30 km klassisch und den 40. Rang über 50 km Freistil. Im folgenden Jahr lief er bei den Olympischen Winterspielen in Calgary auf den 46. Platz über 15 km klassisch, auf den 39. Rang über 30 km klassisch und auf den neunten Platz mit der Staffel. Bei den nordischen Skiweltmeisterschaften 1989 in Lahti errang er jeweils den 29. Platz über 15 km klassisch und 15 km Freistil und den neunten Platz mit der Staffel. Über 50 km Freistil kam er auf den achten Platz und holte damit seine einzigen Weltcuppunkte. Bei den nordischen Skiweltmeisterschaften 1991 im Val di Fiemme belegte er den 51. Platz über 50 km Freistil, den 37. Rang über 30 km klassisch und den 16. Platz über 10 km klassisch. Zusammen mit Alain Masson, Darren Derochie und Yves Bilodeau errang er dort den 11. Platz in der Staffel. Seine letzten internationalen Wettbewerbe absolvierte er bei den Olympischen Winterspielen 1992 in Albertville. Dort lief er über 10 km klassisch und in der anschließenden Verfolgung jeweils auf den 52. Platz und über 30 km klassisch auf den 45. Platz.

## Teilnahmen an Weltmeisterschaften und Olympischen Winterspielen

### Olympische Spiele
- 1988 Calgary: 9. Platz Staffel, 39. Platz 30 km klassisch, 46. Platz 15 km klassisch
- 1992 Albertville: 45. Platz 30 km klassisch, 52. Platz 10 km klassisc, 52. Platz 15 km Verfolgung

### Nordische Skiweltmeisterschaften
- 1987 Oberstdorf: 40. Platz 50 km Freistil, 43. Platz 30 km klassisch
- 1989 Lahti: 8. Platz 50 km Freistil, 9. Platz Staffel, 29. Platz 15 km klassisch, 29. Platz 15 km Freistil
- 1991 Val di Fiemme: 11. Platz Staffel, 16. Platz 10 km klassisch, 37. Platz 30 km klassisch, 51. Platz 50 km Freistil